# Гюнтер Гийом
Гюнтер Карл Хайнц Гийом (на немски: Günter Karl Heinz Guillaume) е офицер в специална употреба (Offizier im besonderen Einsatz) на Министерството за държавна сигурност на Германската демократична република (ГДР), дал името на аферата „Гийом“ като агент във Федералното канцлерство на Федерална република Германия (ФРГ)  Разкриването му е най-големият случай на шпионаж във ФРГ и повод, но не и единствена причина за оставката на федералния канцлер Вили Бранд, чийто личен референт от 1972 до 1974 г. е Гийом.

## Биография

### Детство
Гийом е роден на 1 февруари 1927 г. в Берлин в семейството на музикант. По време на Втората световна война е помощник във военновъздушните сили – флакхелфер (Flakhelfer). През юли 2007 г. вестник Berliner Zeitung публикува информация, позовавайки се на историка Гьоц Али, че Гийом е бил член на Националсоциалистическата германска работническа партия от 1944 г. След връщането си в Берлин през 1945 г. той работи като фотограф.

### Вербуване от Министерството за държавна сигурност и пренасяне във ФРГ
През 1950 г. Гийом става редактор в издателство „Народ и наука“ (Volk und Wissen) в Източен Берлин. Между 1950 и 1956 г. Гийом е вербуван от Министерството за държавна сигурност и обучен за бъдещата си конспиративна задача във ФРГ. През 1951 г. се жени за секретарката Кристел Боом, която също бива обучавана от Министерството за държавна сигурност като агентка. Двамата имат син – Пиер Боом. През 1952 г. Гийом става член на Германската единна социалистическа партия. През 1956 г. семейството се премества по поръчка на Министерството за държавна сигурност във Франкфурт на Майн и развива магазин за кафе и тютюневи изделия.

### Членство в Германската социалдемократическа партия и шпионаж във федералната канцлерска служба
През 1957 г. Гийом става член на Германската социалдемократическа партия. Кристел Гийом започва работа като секретарка в партийното бюро на партията в южен Хесен. От 1964 г. Гийом работи на пълен работен ден като партиен функционер за Германската социалдемократическа партия – първоначално като управител на подрайона на партията във Франкфурт на Майн и от 1968 г. като лидер на фракцията на партията в общинския съвет. През 1969 г. Гийом води предизборната кампания на федералния министър на транспорта Георг Лебер в изборния му район във Франкфурт на Майн и доказва организационния си талант, което носи на министъра голям брой гласове. След изборите министърът препоръчва Гийом за референт в отдел „Икономическа, финансова и социална политика“ на федералната канцлерска служба, където Гийом печели доверието на ръководителите си. През 1972 г. благодарение на многото вложен труд и организационния си талант бива повишен до личен референт на федералния канцлер Вили Бранд. В тази си позиция получава достъп до секретни документи и разговорите в тесния кръг на федералния канцлер. Освен това Гийом получава достъп до личната сфера на Вили Бранд.

### Арест и присъда на семейство Гийом
Въпреки че федералните служби за сигурност разполагат доказателства за агентурна дейност на семейство Гийом от средата на 1973 г., преди ареста им изминава почти година. Отправна точка става типичната за агентите на Министерството за държавна сигурност на ГДР от 1950-те шифрована телеграма за рождения ден на Гийом. От комбинацията на рождените данни на семейство Гийом службите за сигурност успяват да засилят подозренията срещу тях, като данните са пренебрежително малко за доказателство в съда. На 24 април 1974 г. Гийом е арестуван по подозрение за шпионаж в Бон. При ареста си Гийом казва „Аз съм офицер на Националната народна армия на ГДР и служител на Министерството за държавна сигурност. Моля да бъде уважавана офицерската ми чест“.  Това изречение е важен и ползваем в съда аспект, който говори срещу него, тъй като до това признание възможностите за доказателство на шпионската му дейност са относително малки. Разкриването му води до началото на наречената на него афера „Гийом“. Тя задейства тежка вътрешнополитическа криза във ФРГ, която завършва с оставката на федералния канцлер Вили Бранд на 7 май 1974 г. На 6 юни 1974 г. Бундестагът взема решение за създаването на парламентарна комисия за изясняване на аферата по предложение на опозицията. Комисията разкрива тежки липси при контрола над службите за сигурност.
През декември 1975 г. Гюнтер Гийом е осъден за държавна измяна на 13 години лишаване от свобода, а жена му – на осем години. Гийом излежава част от присъдата си в изправителния дом Райнбах.
Предвид известните днес документи за дейността на Гийом за Щази, агентната му дейност не бива считана за особено важна. 

### Преждевременно освобождаване и отличия в ГДР
През 1981 г. семейство Гийом се завръща в ГДР в рамките на размяна на агенти. Там бива честван като „Разузнавач на мира“ („Kundschafter des Friedens“). Съпрузите получават ордена „Карл Маркс“. Гюнтер Гийом е повишен до полковник в Министерството за държавна сигурност. Впоследствие Гийом участва в обучения на министерството като „гост-звезда“. На 28 януари 1985 г. Висшето училище на Министерството за държавна сигурност в Потсдам дава титлата „Почетен доктор на правните науки“ („Doktor der Rechtswissenschaft (ehrenhalber)“) като „признание на особените му заслуги за осигуряването на мира и засилването на ГДР“.

### Развод, втори брак и смърт
Поради афера с работещата за Министерството за държавна сигурност медицинска сестра Елке Брьол, започната от Гюнтер Гийом на деня на завръщането му в ГДР, Кристел Гийом се развежда с мъжа си на 16 декември 1981 г. През 1986 г. Гюнтер Гийом се жени за около 15 години по-младата от него Елке Брьол, чието фамилно име той приема за последната част от живота си (вж. Hermann Schreiber: Kanzlersturz). През 1986 и 1988 г. той издава мемоарите си със заглавие „Изказването“ („Die Aussage“). На 10 април 1995 г. Гюнтер Брьол умира от метастазирал рак на бъбреците в Петерсхаген/Егерсдорф край Берлин. Погребан е на парковото гробище „Марцан“ в Берлин.

## По-нататъшен живот на първата съпруга и сина на Гийом
След ареста на родителите му, синът на Гийом от първия му брак, Пиер (роден през 1957 г.) се премества през 1975 г. в ГДР, където завършва обучение за фотожурналист. През 1988 г. подава документи за напускане на страната и се пренася със семейството си още през същата година във ФРГ. Тъй като Министерството за държавна сигурност не му позволява да напусне страната под името Гийом, Пиер приема моминското име на майка си и се нарича Пиер Боом. През 2004 г. издава спомените си под заглавие „Чуждият баща“ („Der fremde Vater“).
Първата съпруга на Гюнтер Гийом почива като Кристел Боом на 20 март 2004 г. от сърдечни болки.

## Филми
- Дорис Мец („Doris Metz“): Сенчести бащи („Schattenväter“) Архив на оригинала от 2015-03-16 в Wayback Machine.. Матиас Бранд и Пиер Боом представят в некоментиран документален филм спомените за баща си
- В сянката на властта („Im Schatten der Macht“). С Матиас Бранд в ролята на Гюнтер Гийом